# Хеффинген
Хеффинген (люкс. Hiefenech, фр. Heffingen) — коммуна в Люксембурге, располагается в округе Люксембург. Коммуна Хеффинген является частью кантона Мерш. В коммуне находится одноимённый населённый пункт.
Население составляет 1000 человек (на 2008 год), в коммуне располагаются 370 домашних хозяйств. Занимает площадь 13,34 км² (по занимаемой площади 94 место из 116 коммун). Наивысшая точка коммуны над уровнем моря составляет 405 м. (54 место из 116 коммун), наименьшая 277 м. (87 место из 116 коммун).

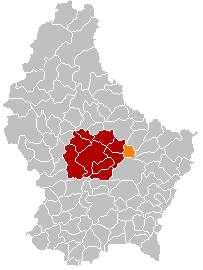
Оранжевый цвет - коммуна Хеффинген, красный - кантон Мерш.

Близ Хеффингена под скальным навесом Мюллертале находится мезолитическая стоянка Хеффинген-Лошбур. Исследование ДНК так называемого человека из Лошбура (5998 лет до нашей эры) показало, что он был темнокожим, черноволосым, и, вероятно, голубоглазым, имел Y-хромосомную гаплогруппу I2a и митохондриальную гаплогруппу U5.